# Nazionale maschile di rugby a 7 di Hong Kong
La nazionale di rugby a 7 di Hong Kong è la selezione che rappresenta Hong Kong a livello internazionale nel rugby a 7.
Partecipa tradizionalmente all'Hong Kong Sevens, oltre a partecipare anche alle World Rugby Sevens Challenger Series, alla Coppa del Mondo di rugby a 7 e ai Giochi asiatici. Tra i loro migliori risultati ottenuti a livello internazionale figura il raggiungimento della finale del Plate durante la Coppa del Mondo di rugby 1997 ospitata proprio da Hong Kong (sconfitta 40-19 contro Tonga).

## Palmarès
- Giochi asiatici

Canton 2010: medaglia d'argento
Incheon 2014: medaglia d'argento
Giacarta 2018: medaglia d'oro
- Giochi dell'Asia orientale

Hong Kong 2009: medaglia d'argento

## Partecipazioni ai principali tornei internazionali
- 1993: fase a gironi
- 1997: finalista Plate
- 2001: quarti di finale Bowl
- 2005: quarti di finale Bowl
- 2009: semifinale Bowl
- 2013: quarti di finale Bowl
- 2018: 18º posto

- 1998: 5º posto
- 2002: 7º posto
- 2006: 5º posto
- 2010:  2º posto
- 2014:  2º posto
- 2018:  1º posto